# Anthroposophisches Arzneimittel
Ein anthroposophisches Arzneimittel, auch Anthroposophikum genannt, ist ein Arzneimittel, das nach der anthroposophischen Menschen- und Naturerkenntnis entwickelt wurde und nach deren Grundsätzen angewendet wird. Die Herstellung erfolgt nach einem im Europäischen Arzneibuch oder anderen offiziell gebräuchlichen Arzneibuch eines EU-Staates beschriebenen Zubereitungsverfahren. Charakteristisch für die anthroposophischen Heilverfahren ist der Ansatz, Gesundheit und Medizin neben naturwissenschaftlichen auch unter „spirituellen“ (d. h. anthroposophischen) Gesichtspunkten zu erfassen. Für die Herstellung anthroposophischer Arzneimittel werden pflanzliche, mineralische und tierische Substanzen eingesetzt, die nach aus dem Therapiesystem abgeleiteten Gesichtspunkten verarbeitet werden.
Anthroposophische Arzneimittel sind primär darauf ausgerichtet, die Selbstheilungskräfte des Organismus anzuregen. Sie werden von anthroposophischen Ärzten nicht selten begleitend zu Therapien der wissenschaftlichen Medizin verordnet – gemäß dem Ansatz der anthroposophischen Medizin, die sich selbst als deren Erweiterung, als integrative Medizin oder Komplementärmedizin und nicht als Alternativmedizin betrachtet. Viele anthroposophische Fertigarzneimittel sind über ein vereinfachtes Genehmigungsverfahren gemäß EU-Recht vermarktbar; für sie werden weder eine bestimmte Wirkung noch ein Anwendungsgebiet angegeben, und ein Wirkungsnachweis entfällt.

## Geschichte
Schon lange bevor Rudolf Steiner in den 1920er Jahren seine Anregungen ausführte, die die Grundlagen der Anthroposophischen Medizin (AM) bilden sollten, wurden in anthroposophischen Kreisen spezielle alternativmedizinische Mittel angewandt, etwa die Ritterschen Heilmittel oder Peipers Farbtherapien. Die Heilmittelproduktion wurde nach dem Ersten Weltkrieg ein eigenes Arbeitsfeld der AM, das zum Teil aus den Versuchen der Farbherstellung für den ursprünglich in München geplanten Johannesbau in den Vorkriegsjahren hervorging. Eine Schlüsselfigur bei der Genese der Heilmittelherstellung war der Chemiker Oskar Schmiedel (1887–1959), dessen Laboratorium aufgrund finanzieller Schwierigkeiten in den Besitz des Johannesbau-Vereins in Dornach geriet. Schmiedel übersiedelte nach Dornach, und das chemische Laboratorium wurde in einer einfachen Baracke nahe der Goetheanum-Baustelle untergebracht. Die Schwerpunktverlagerung von der Farbherstellung zur Produktion pharmazeutischer Produkte fand wahrscheinlich im Oktober 1919 statt, als neue Finanzquellen für den Weiterbau des Goetheanums erschlossen werden mussten, zu denen auch die Heilmittel gehörten.
Ursprung, Herstellung und Anwendung der anthroposophischen Arzneimittel gehen auf Rudolf Steiner zurück, der die anthroposophische Medizin zu Beginn des 20. Jahrhunderts zusammen mit der Ärztin Ita Wegman begründet hat. Damals entwickelte Rudolf Steiner die noch heute gültigen Grundlagen für die Wahl der Rohstoffe und die verschiedenen Herstellungsverfahren. Als zweiter wichtigster Pionier für die anthroposophische Pharmazie gilt Rudolf Hauschka (1891–1969).

## Verbreitung
2012 wurde die anthroposophische Medizin in über 60 Ländern praktiziert. In 22 europäischen Ländern gibt es ca. 15.000 Ärzte, welche die anthroposophische Medizin verschreiben, z. B. in Österreich, Dänemark, Frankreich, Deutschland und Italien. Laut dem deutschen Bundesverband der Pharmazeutischen Industrie (BPI) haben Anthroposophika im Jahr 2013 einen Umsatz von 58,4 Millionen Euro erzielt.
Auf dem EU-Markt gibt es über 1.700 verschiedene anthroposophische Arzneimittel. Innerhalb der EU ist unterschiedlich geregelt, ob anthroposophische Arzneimittel vom Arzt verschrieben werden müssen. In Deutschland beispielsweise sind die meisten der Präparate nicht verschreibungspflichtig und müssen deshalb seit 2004 von den Patienten selbst bezahlt werden.
In Deutschland den „Apothekerberuf durch Anthroposophie zu erweitern“ und eine „Anthroposophische Pharmazie“ weiterzuentwickeln ist Ziel der 2001 gegründeten Gesellschaft für Anthroposophische Pharmazie in Deutschland e.V. (GAPiD).

## Theorie und Hintergrund
Die Grundlage der anthroposophischen Heilweise ist eine ganzheitliche Betrachtung von Mensch und Natur. Dabei ist es eine Besonderheit der anthroposophischen Arzneitherapie, dass sie davon ausgeht, dass es zwischen dem menschlichen Organismus und den Naturprozessen in der mineralischen, pflanzlichen, tierischen Welt eine evolutionäre Verwandtschaft gibt. Auf Grundlage dieses Zusammenhangs gelten für die Auswahl der Ausgangsstoffe und deren Verarbeitung sowie für die Herstellung und die Anwendung von anthroposophischen Arzneimitteln bestimmte Regeln. Vor diesem Hintergrund sollen die „spezifischen Heilkräfte“ eines natürlichen Stoffes herausgearbeitet werden, um sie auf ein bestimmtes therapeutisches Ziel hin auszurichten. Die Vorgeschichte der Inhaltsstoffe anthroposophischer Mittel ist oft bedeutender als ihre stoffliche Zusammensetzung.
Das Menschenbild der Anthroposophie basiert auf dem Verständnis, dass vier Existenzebenen (Leiber / Wesensglieder) des menschlichen Wesens mit drei Natur-Systemen verknüpft seien:
- Die physisch-körperliche Ebene, der physische Leib, stehe in Bezug zur Welt der Mineralien.
- Die Lebens-Organisation, der Ätherleib (biologische Identität, Regeneration und physiologische Funktionen), stehe in Bezug zur Welt der Pflanzen.
- Die Empfindungsorganisation, der Astralleib (Gefühl und Bewegung), stehe in Bezug zur Welt der Tiere.
- Die Ich-Organisation, der Ich-Leib oder Geistleib (geistige Ebene), als individuelle Ebene und Selbstwahrnehmung gebe es nur beim Menschen.

Gemäß dem anthroposophischen Verständnis hat die Behandlung mit anthroposophischen Arzneimitteln eine doppelte Ausrichtung: Zum einen sollen sie direkt in akute und chronische und Krankheitsprozesse eingreifen und Symptome lindern. Zum anderen sollen sie selbstregulierende Fähigkeiten des Organismus anregen.

## Pharmazeutische Herstellungsverfahren
Bei der Herstellung anthroposophischer Arzneimittel werden sowohl spezifisch anthroposophische als auch typisch homöopathische Verfahren eingesetzt. Ausgangsstoffe von anthroposophischen Arzneimitteln sind mineralische/metallische, pflanzliche oder tierische Substanzen, zum Beispiel Quarz, Schwefel, Gold, Kupfer, Silber, Arnika, Kamille oder Calendula. Es kommen vielfach rhythmische Prozesse und/oder abgestufte Wärmeanwendungen zum Einsatz. Tierversuche werden so weit wie möglich vermieden.
Anthroposophisches Mittel sind etwa das Skleron, welches aus Blei, Honig und Zucker besteht, oder das Kieselsäure, Schwefel und Eisen enthaltende Migränemittel Biodoron.

### Behandlung pflanzlicher Ausgangsstoffe
Beispiele für typische Verfahren bei pflanzlichen Ausgangsstoffen:
| Pharmazeutisches Verfahren | Temperatur        | Ausgangsstoff                                 |
| -------------------------- | ----------------- | --------------------------------------------- |
| Kaltes Mazerieren          | 2–8 °C            | frische oder getrocknete Pflanzen, alle Teile |
| Mazerieren                 | ca. 15–20 °C      | frische oder getrocknete Pflanzen, alle Teile |
| Rhythmische Verarbeitung   | 4–37 °C           | frische oder getrocknete Pflanzen, alle Teile |
| Digerieren                 | 37 °C             | frische Pflanzen, Blüten und Blätter          |
| Infundieren                | 60–90 °C          | getrocknete Blätter und Blüten                |
| Kochen                     | ca. 100 °C        | getrocknete Wurzeln, Rinde und Samen          |
| Destillieren               | Dampf, ca. 100 °C | frische oder getrocknete Pflanzen, alle Teile |

Die Verfahren sind im Homöopathischen Arzneibuch beschrieben, beispielsweise in den Vorschriften 18 bis 24. Die Vorschriften 18 bis 20 befassen sich mit ethanolischen Zubereitungen (ethanolische Digestio, ethanolisches Decoctum, ethanolischer Infus). Die sogenannten Rh-Tinkturen, deren Herstellung in den Vorschriften 20 und 21 beschrieben ist, werden aus zerkleinerten Frischpflanzen oder Presssaft durch einen Vergärungsprozess im tageszeitlichen Warm-Kalt-Rhythmus hergestellt, wobei abwechselnd Temperaturen von 37 °C und 4 °C zur Anwendung kommen. Bei dem Rh-Verfahren wird von einer durch Beeinflussung der von Tages- und Nachtrhythmen angeblich beeinflussten Pflanzenqualität ausgegangen und diese mittels Temperatur- und Bewegungsänderungen bei der Präparatgewinnung aus dem Arzneipflanzensaft versucht, zu erzielen.

### Potenzieren
Ein Herstellungsverfahren ist ferner das Potenzieren, sprich die sehr starke Verdünnung, das auch in der Homöopathie verwendet wird. Gegenüber der klassischen Homöopathie unterscheidet sich die Schüttelungstechnik, zudem werden Tageszeit und Sternenkonstellation bei der Herstellung berücksichtigt. Potenzierte Präparate enthalten oft letztlich extrem verdünnte Substanzen. Jeder Verdünnungsgrad wird durch rhythmisches Schütteln oder Verreiben erzielt. Da in höheren Verdünnungen die stoffliche Menge der Ausgangssubstanz gegen Null geht, so dass selbst das Vorhandensein einzelner Atome oder Moleküle der Ausgangssubstanz unwahrscheinlich wird, können solche Mittel keine Wirkung haben, die über den Placebo-Effekt hinausgeht. Der Medizinhistoriker Robert Jütte ist der Ansicht, dass die von Hahnemann gezogene Grenze zwischen Homöopathie und „Allopathie“ in der anthroposophischen Medizin weniger scharf sei.
Typisch für anthroposophische Arzneimittel sind Präparate, die mehrere Wirksubstanzen zu einer Komposition zusammenfügen – ein „comp.“ in der Produktbezeichnung weist darauf hin. Dabei ist die Komposition oder das Komplexmittel nach Ansicht der Anthroposophen immer mehr als die Summe der Einzelbestandteile.

## Hersteller
Anthroposophische Arzneimittel werden von eigens gegründeten pharmazeutischen Betrieben hergestellt, z. B. Weleda AG, Wala Heilmittel GmbH, Biologische Heilmittel Heel, Abnoba GmbH, Helixor Heilmittel GmbH & Co. KG und andere.

## Rechtliche Einordnung
Anthroposophische Arzneimittel, die in einer offiziellen Pharmakopöe eines EU-Mitgliedstaates beschrieben und nach einem homöopathischen Verfahren zubereitet werden, sind hinsichtlich der Registrierung und der Genehmigung für das Inverkehrbringen in den Mitgliedsstaaten der EU homöopathischen Arzneimitteln gleichgestellt. Das heißt, in den EU-Mitgliedsländern ist wie bei homöopathischen Arzneimitteln, sofern sie die Voraussetzungen für ein vereinfachtes Genehmigungsverfahren erfüllen, kein Wirksamkeitsnachweis erforderlich und der pharmazeutische Unternehmer darf keine Wirkungen und Anwendungsgebiete nennen.
In Deutschland wurde mit der Novellierung des Arzneimittelgesetzes 1976 für homöopathische Arzneimittel die Möglichkeit für das vereinfachte Verfahren ohne Wirksamkeitsnachweis („Registrierung“) eingeführt. Anthroposophische Arzneimittel sind zudem in Deutschland nach dem § 34 SGB V und § 25 Abs. 7 Arzneimittelgesetz ähnlich wie die Homöopathie als „besondere“ bzw. „bestimmte“ Therapierichtung gesetzlich definiert.
Der Internist Klaus Dietrich Bock bemängelte 1993, dass bei der Einstufung als „besondere Therapierichtung“ und der Befreiung der anthroposophischen Arzneimittel von der Wirksamkeitsprüfung das Hauptproblem ausgeklammert worden sei: Man habe nicht geprüft, ob die anthroposophische Arzneimittellehre wissenschaftlichen Kriterien genüge. Die von Steiner beabsichtigte „Erweiterung“ der Schulmedizin durch die Anthroposophie sei generell unmöglich, da zwei unvereinbare Paradigmen der Medizin nicht nebeneinander anwendbar seien.

## Anwendungsbereiche
Eingesetzt werden anthroposophische Medikamente in unterschiedlichen Darreichungsformen: Äußerlich zum Beispiel als Öle, Gele, Salben oder Tinkturen oder innerlich als Tropfen, Pulver, Tabletten oder Streukügelchen (Globuli). Ferner gibt es Ampullen für die Injektion oder Inhalation.
Auch in der Krebstherapie (Onkologie) werden anthroposophische Arzneimittel eingesetzt. Besonders bekannt sind Zubereitungen aus der Mistel wie das Präparat „Iscador“. Es liegen zwar viele klinische Studien zur Misteltherapie vor. Deren Ergebnisse werden jedoch kontrovers diskutiert und unterschiedlich bewertet. Der Internist Klaus Dietrich Bock bemängelte 1993, dass es die Anthroposophen in über 60 Jahren nicht geschafft haben, einen Wirksamkeitsnachweis an Krebskranken zu erbringen, der den Kriterien der universitären Medizin genügt. Derweil rekurriere man auf in-vitro-Versuche, die alleine nichts besagten oder auf die „adjuvante“ Krebsbehandlung, für die es ebenfalls keine Wirksamkeitsnachweise gibt.